# Eurhynchium devexum
Eurhynchium devexum är en bladmossart som beskrevs av Jean Édouard Gabriel Narcisse Paris 1896. Eurhynchium devexum ingår i släktet sprötmossor, och familjen Brachytheciaceae. Inga underarter finns listade i Catalogue of Life.